# Sportradar
Die Sportradar AG ist ein internationales Unternehmen mit Sitz in St. Gallen, Schweiz, das Sportdaten erfasst und in digitale Inhalte verarbeitet. Sportradar ist Dienstleister für Sportmedien und die Sportwetten-Industrie sowie für nationale und internationale Sportverbände. Die Firma ist in 19 Ländern und an 30 Standorten tätig und erwirtschaftet etwas mehr als 1 Milliarde Euro Umsatz. Gründer und CEO ist Carsten Koerl, der zuvor den internationalen Wettanbieter Bwin aufgebaut hatte.

## Produkte und Dienstleistungen
Kerngeschäft des Unternehmens, das sich selbst als Sporttechnologieunternehmen bezeichnet, ist der Bereich „Betting Technology and Solutions“, der etwa 80 % des Umsatzes ausmacht. Daneben gibt es noch den zweiten Unternehmensbereich „Sports Content, Technology and Services“, der die restlichen 20 % erwirtschaftet.
Hauptdienstleistung ist die Erfassung von Daten aus Sportereignissen, die z. T. in Echtzeit an verschiedene Kundengruppen, wie z. B. die UEFA und das IOC weitergeleitet werden. Die zur Verfügung gestellten Daten werden für Berichterstattung von Medien, zu Statistikzwecken, Wettbewerbsüberblick, Verfolgung von Wettmanipulationen, aber auch durch internationale Wettanbieter für deren Wettgeschäfte und Quotenermittlung genutzt.
Kritik an der Übermittlung von Real-Time-Daten wird u. a. aus deutschen Fußball-Amateurligen geäußert, da diese im Ausland zu legalen Sportwetten genutzt werden, die in Deutschland verboten sind.